# Gomphionema fellator
Gomphionema fellator is een rondwormensoort uit de familie van de Neotonchidae. De wetenschappelijke naam van de soort is voor het eerst geldig gepubliceerd in 1966 door Wieser & Hopper.